# Grands Prix de twirling FSCF
Les Grands Prix de twirling FSCF, régulièrement organisés depuis 1975 après un premier essai en 1973, sont un des grands évènements sportifs qui marquent l'activité annuelle de la Fédération sportive et culturelle de France. Initialement consacrée aux majorettes, la commission technique chargée de cette activité adopte le vocable de twirling en 1982. Depuis celui-ci est devenu une des principales activités de la FSCF.

## Historique

### Les majorettes

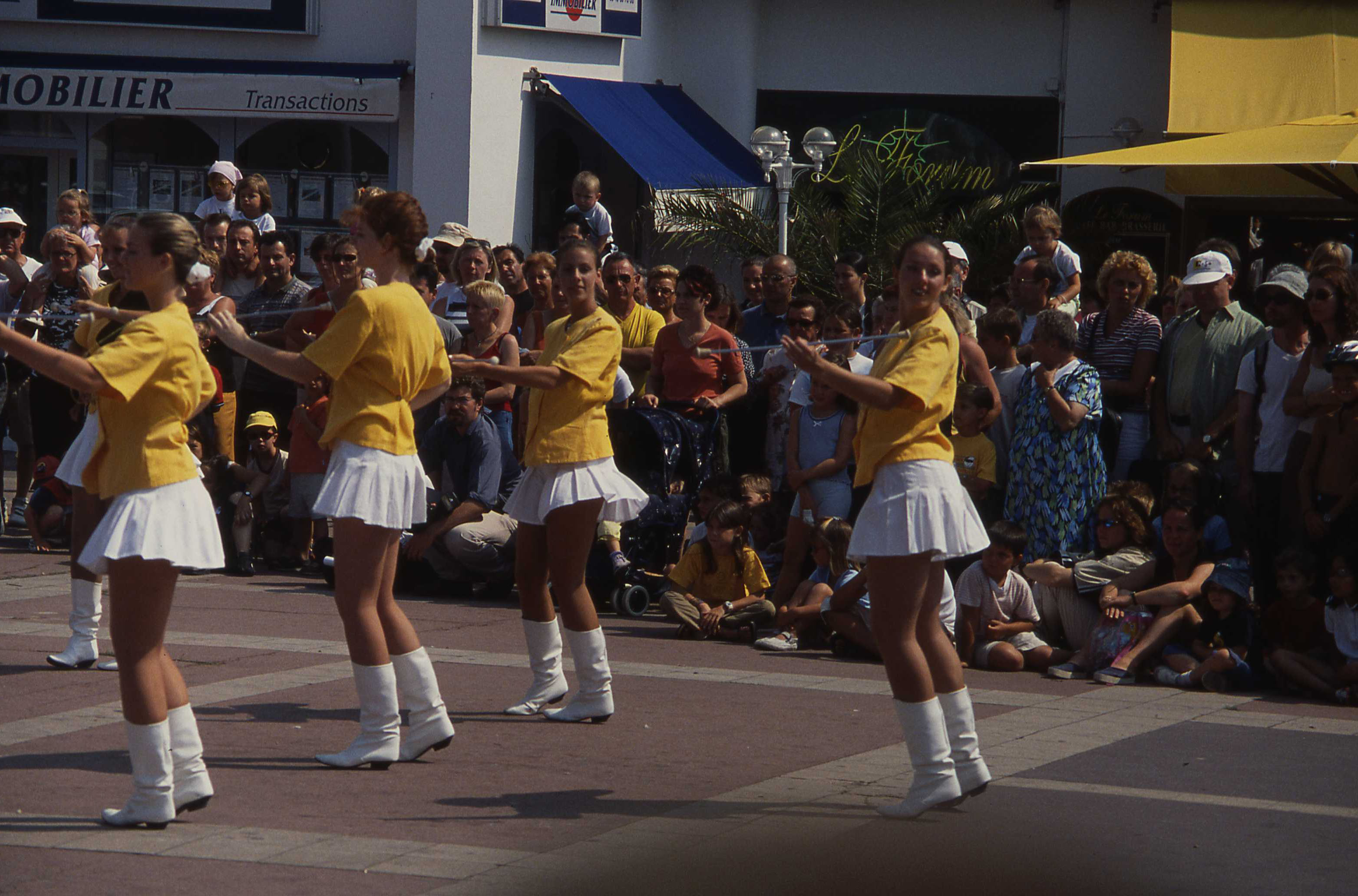
Défilé de majorettes à Royan

En 1970, après bien des hésitations et des débats contradictoires, le comité directeur de la Fédération sportive et culturelle de France (FSCF) charge à sa demande Mme de Saint-Julien, sa première vice-présidente, de « s'occuper des majorettes » apparues dans les associations affiliées à côté des fanfares fédérales. Celle-ci obtient l'embauche d'un cadre technique salarié issu d'un patronage francilien, Marie-Bernadette Block, alors que Jean-Marie Jouaret, permanent chargé du secteur culturel, prend en charge le suivi administratif. Le premier règlement, rédigé en concertation avec le responsable des fanfares, Robert Goute, structure résolument l'activité comme un sport à part entière. Ainsi, afin de privilégier l'évaluation de la seule technique, le justaucorps gymnique et les tennis se substituent aux bottes et aux tenues de parade lors des compétitions, essentiellement en sections de 12 à 16 exécutantes comportant 3 épreuves : défilé, exercice libre et une chorégraphie imposée garante d'un certain niveau de danse et de technique.
Dès le départ, pour apporter à l'activité la technique et le sérieux alors inconnus en France, Marie-Bernadette Block demande un professeur à l'une des deux fédérations des États-Unis, berceau des pom-pom girls et du twirling, la National Baton Twirling Association (NBTA). Robert (Bobby) Courtright, directeur du Central Florida twirling institute (CFTI) d'Orlando, se porte volontaire. À partir de 1978 et pendant 10 ans, il vient chaque année en France pour enseigner la technique et la danse jazz aux exécutantes et aux monitrices formées ou en formation, créant également des chorégraphies imposées pour le haut niveau (Grand prix). Il est parfois accompagné de sa championne, Tami Campbell, dont les démonstrations époustouflantes donnent une idée du chemin à parcourir et du travail nécessaire pour y parvenir, mais suscitent admiration et vocations.
Le premier rassemblement a lieu en 1973 à Grenoble à l'occasion du championnat de France FSCF de gymnastique féminine dans le cadre du 75e anniversaire de la FSCF. Des concours régionaux sont organisés dès l'année suivante et le premier Grand prix a lieu à Royan les 14 et 15 juin 1975. Les stages de formation suivent et leur qualité est reconnue au point d'essaimer au Québec et en Grande-Bretagne où les cadres de la FSCF sont à l'origine de la fédération anglaise (BSCF) qui reprend les règlements français. Les majorettes FSCF se développent en Guadeloupe à partir de 1978. Des échanges bilatéraux s'instaurent avec la Floride ; en 1980, 50 majorettes françaises participent en Floride à un camp d'été de 15 jours dont le sommet est le défilé à Disneyworld en ouverture de l'electrical parade qui s'y déroule tous les soirs devant des centaines de spectateurs.

### Le twirling

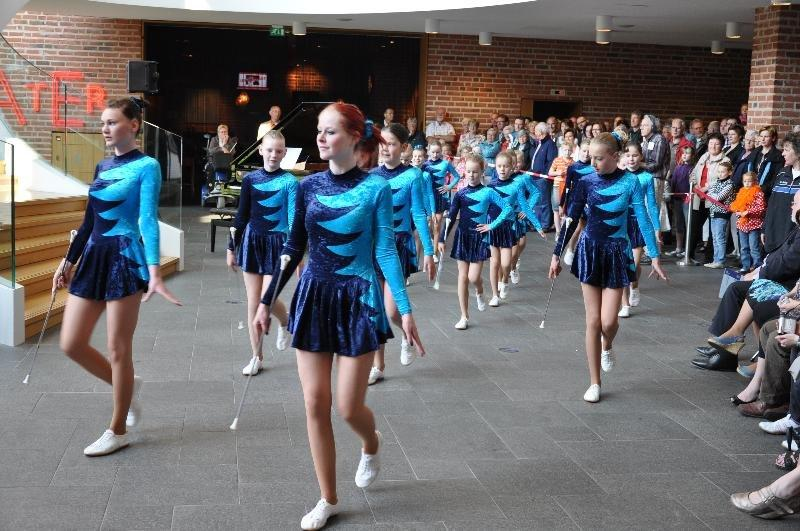
Concours de twirling

L'apparition de compétiteurs masculins incite la commission fédérale à revoir son appellation et, en janvier 1982, faute de trouver un mot français satisfaisant, elle opte pour l'anglais twirling sans y accoler le mot bâton pour se différencier de la Fédération française de twirling bâton. Le twirling étant reconnu en décembre 1985 comme discipline sportive à part entière par le Comité national olympique et sportif français (CNOSF), la commission de la FSCF, confinée jusqu'ici dans un no man's land parrainé par la musique et le secrétariat culturel, est rattachée dès le début de l'année suivante aux commissions sportives.
En 1998, avec plus de 13 000 licences et 339 associations, le twirling est la deuxième activité de la FSCF. En 2012 le championnat fédéral de Changé réunit plus de 500 compétiteurs appartenant à 100 associations et nécessite la mobilisation de 130 juges et 200 bénévoles alors que de nombreuses compétitions régionales se sont déroulées toute l'année. En 2013 la réflexion de la commission s'oriente vers une redéfinition des compétitions toujours plus compatible avec le concept de Sport pour tous.

## Les grands prix de laFSCF

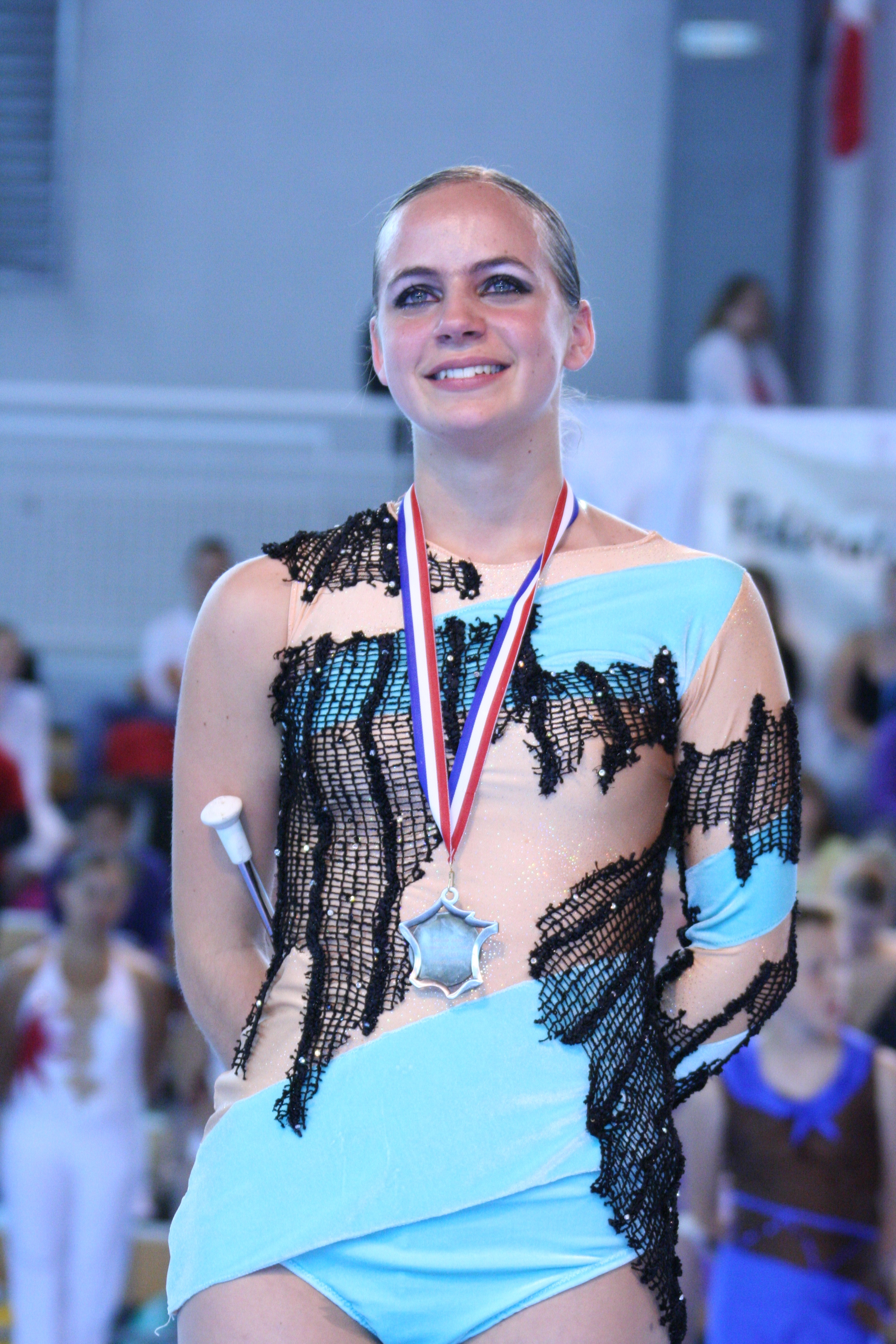
Mérédith Loppinet, Grand Prix FSCF 2017

Après un premier regroupement sans compétition à Grenoble en 1973 les grands prix par équipe sont créés en 1975 ; en 1977 ils ne peuvent être organisés. Une éphémère épreuve individuelle de dance-twirl est instaurée en 1978 puis abandonnée après les grands prix de 1984. Elle est remportée successivement par : 
- Évelyne Fister (Groslay) en 1978 à Gray-Arc ;
- Laurence Poirier (Les Herbiers) en 1979 à Poissy ;
- Marie-Claire Barrioz (Balan) en 1980 à Challans et en 1981 à Sélestat ;
- Joëlle Louarn (Margny) en 1982 à Rueil Malmaison et en 1983 à Chantonnay ;
- Virginie Faux (Saint-Maximin) à Lons-le-Saunier en 1984.

À partir de 1980 les championnats individuels sont dissociés de la compétition par équipes. L'année suivante les masculins apparaissent au classement.

### Palmarès
Le tableau suivant cite exclusivement le plus haut niveau du palmarès de chaque année. Sources : collection du journal Les Jeunes.
| Année | Lieu du championnat par équipes | Association championne                                                              | Lieu du championnat individuel | Champion(ne) individuel(le)                                                      |
| ----- | ------------------------------- | ----------------------------------------------------------------------------------- | ------------------------------ | -------------------------------------------------------------------------------- |
| 1975  | Royan                           | Saint-Louis de Poissy                                                               | Royan                          | Sylvie Boulan (Royan)                                                            |
| 1976  | Château-Gontier                 | Mouettes de Royan                                                                   | Château-Gontier                | Évelyne Fister (Groslay)                                                         |
| 1977  | Supprimé                        |                                                                                     | Supprimé                       |                                                                                  |
| 1978  | Gray-Arc                        | Mouettes de Royan                                                                   | Gray-Arc                       | Sylvie Boulan (Royan)                                                            |
| 1979  | Poissy                          | Mouettes de Royan                                                                   | Poissy                         | Sylvie Boulan (Royan)                                                            |
| 1980  | Challans                        | Mouettes de Royan                                                                   | Royan                          | Sylvie Boulan (Royan)                                                            |
| 1981  | La Tour-du-Pin                  | Mouettes de Royan                                                                   | Sélestat                       | Joëlle Louarn (Margny) Nicolas Block (Poissy)                                    |
| 1982  | Auxerre                         | Mouettes de Royan                                                                   | Rueil-Malmaison                | Corinne Bourland (Royan) Nicolas Block (Poissy)                                  |
| 1983  | Chantonnay                      | Mouettes de Royan                                                                   | Chantonnay                     | Maryline Schoumacker (Dieulouard) Nicolas Block (Poissy)                         |
| 1984  | Épernay                         | Mouettes de Royan                                                                   | Lons-le-Saunier                | Isabelle Langlois (Royan) Nicolas Block (Poissy)                                 |
| 1985  | Royan                           | Sport twirling club Groslay                                                         | Lannion                        | Isabelle Langlois (Royan) Nicolas Block (Poissy)                                 |
| 1986  | Poitiers                        | Mouettes de Royan                                                                   | Poissy                         | Isabelle Langlois (Royan) Nicolas Block (Poissy)                                 |
| 1987  | Challans                        | Mouettes de Royan                                                                   | Saint-André-les-Vergers        | Sandrine Pécriaux (Coulogne) Marc Fournier (Épone)                               |
| 1988  | Saint-Paul-les-Dax              | Mouettes de Royan                                                                   | Sélestat                       | Sandrine Picard (Beauvais) Marc Fournier (Épone)                                 |
| 1989  | Fougères                        | Mouettes de Royan                                                                   | Royan                          | Sandrine Pécriaux (Coulogne) Sébastien Hubert (Changé)                           |
| 1990  | Illzach                         | Twirling sport Diémoz                                                               | Diémoz                         | Sandrine Pécriaux (Coulogne) Franck Deletang (Mulsanne)                          |
| 1991  | Nantes                          | Twirling sport Diémoz                                                               | Villeneuve-sur-Lot             | Sandrine Pécriaux (Coulogne) Nicolas Lépine (Changé)                             |
| 1992  | Poitiers                        | Twirling Sport Diémoz                                                               | Fameck                         | Sandrine Pécriaux (Coulogne) Franck Deletang (Mulsanne)                          |
| 1993  | Grenoble                        | Twirling Sport Diémoz                                                               | Avallon                        | Carole Consenza (Diémoz) Jimmy Gouju (Mulsanne)                                  |
| 1994  | Diémoz                          | Twirling sport Diémoz                                                               | Vanves                         | Laurence Letourneur (Fougères) Samuel Pasquier (Vasles).                         |
| 1995  | Tours                           | Twirling Sport Diémoz                                                               | Fougères                       | Samuel Quintin (Trégueux)                                                        |
| 1996  | Les Lilas                       | Sport twirling Saint-Maximim                                                        | Beaucouzé                      | Katy Poiré (Saint-Maximim) Jimmy Gouju (Mulsanne)                                |
| 1997  | Challans                        | Twirling club Mulsanne Sport twirling Saint-Maximin                                 | Oyonnax                        | Sandrine Pécriaux (Coulogne) Franck Deletang (Mulsanne)                          |
| 1998  | Beauvais                        | Sport twirling Saint-Maximin                                                        | Sardieu                        | Audrey Redcent (Diémoz) Franck Deletang (Mulsanne)                               |
| 1999  | Tours                           | Twirling club Mulsanne                                                              | Saint-Germain-du-Puy           | Florence Pavin (Mulsanne) Jimmy Gouju (Mulsanne)                                 |
| 2000  | Forbach                         | Vaillante de Vertou                                                                 | Diémoz                         | Florence Pavin (Mulsanne) Jimmy Gouju (Mulsanne)                                 |
| 2001  | Andrézieux-Bouthéon             | Vaillante de Vertou                                                                 | Vertou                         | Kelly Tesson (Beauvais) Yoann Fouchard (St Herblain)                             |
| 2002  | Challans                        | Beauvais                                                                            | Les Herbiers                   | Ketty Fauger (St-Hilaire-des-Loges) Jean-Baptiste Mercier (St-Hilaire-des-Loges) |
| 2003  | La Verpillère                   | Vaillante de Vertou                                                                 | Beauvais                       | Alexandra Melidon (Oyonnax) Xavier Gaultier (Vertou)                             |
| 2004  | Montargis                       | Bleuets St Hilaire des Loges                                                        | Sardieu                        | Élodie Fauger (St-Hilaire-des-Loges) Mickaël Navenot (Vertou)                    |
| 2005  | Sarreguemines                   | Twirling club Estelle St Herblain                                                   | Languidic                      | Élodie Fauger (St-Hilaire-des-Loges) Mickaël Navenot (Vertou)                    |
| 2006  | Vannes                          | Vaillante de Vertou                                                                 | Avallon                        | Céline Lebreton (Vertou) David Janvier (Bruz)                                    |
| 2007  | Diémoz                          | Vaillante de Vertou                                                                 | Auxerre-Chablis                | Céline Lebreton (Vertou) Samuel Pasquier (Vasles)                                |
| 2008  | Vertou                          | Vaillante de Vertou                                                                 | Périgueux                      | Marion Billaud (Sèvres-Anxaumont) David Lopes (Mézériat)                         |
| 2009  | Languidic                       | Twirling Espoir de Dissay                                                           | Challans                       | Lauriane Lecapitaine (Languidic) David Lopes (Mézériat)                          |
| 2010  | Sarreguemines                   | Stiren (Languidic)                                                                  | La Bazoge                      | Lauriane Lecapitaine (Languidic) David Lopes (Mézériat)                          |
| 2011  | Orléans                         | Réveil Paluccéen (Paulx)                                                            | Auxerre                        | Eugénie Pallud (Dissay) David Lopes (Mézériat)                                   |
| 2012  | Lorient                         | Stiren (Languidic)                                                                  | Changé-lès-Laval               | Clémence Fradin (Challans) Romain Picard (Beauvais) David Janvier (Bruz)         |
| 2013  | Poitiers                        | Stiren (Languidic)                                                                  | Beaune                         | Mérédith Loppinet (Vasles) Romain Picard (Beauvais)                              |
| 2014  | Rennes                          | Stiren (Languidic)                                                                  | Mouilleron-le-Captif           | Mérédith Loppinet (Vasles) David Janvier (Rennes)                                |
| 2015  | Mézériat                        | Stiren (Languidic)                                                                  | Nantes                         | Andréa Balay (Languidic) Jonathan Dessachy (St Germain du Puy)                   |
| 2016  | Vannes                          | Stiren (Languidic)                                                                  | Niort/Celles-sur-Belle/Prahec  | Séréna Briant (Vertou) Mathieu Billaud (Sèvres-Anxaumont)                        |
| 2017  | Châlons-en-Champagne            | Stiren (Languidic)                                                                  | Auxerre                        | Mérédith Loppinet (Fontenay) Maxime Cravic (Languidic)                           |
| 2018  | Lorient/Lanester/Quéven         | Stiren (Languidic)                                                                  | Mézériat/Bourg-en-Bresse       | Lisa Ostorero (Oyonnax) Maxime Cravic (Languidic)                                |
| 2019  | La Roche sur Yon                | Stiren (Languidic)                                                                  | La Motte-Servolex              | Afia Ben Seghir (Sèvres-Anxaumont) Maxime Cravic (Languidic)                     |
| 2020  | Annulé                          | Néant                                                                               | Annulé                         | Néant                                                                            |
| 2021  | Annulé                          | Néant                                                                               | Annulé                         | Néant                                                                            |
| 2022  | Le Mans                         | Twirling sport (Noyon)                                                              | La Roche-sur-Yon               | Anaîs Cravic (Languidic) Laurent Daleau (Dissay)                                 |
| 2023  | Vertou                          | Twirling sport (Noyon)                                                              | Languidic                      | Saline Briant (Vertou) Laurent Daleau (Dissay)                                   |
| 2024  | Limoges                         | Twirling sport (Noyon)                                                              | La Motte-Servolex              | Marion Buchet (Vineuil) Lenny Rousseau (La Roche-sur-Yon)                        |
| 2025  | Vannes                          | * Honneur A : Vaillante (Vertou) ; * Honneur B :Twirling club mulsannais (Mulsanne) | Challans                       | Céline Pichon (Othis) Alexis Tome (Languidic)                                    |

Au niveau régional plusieurs compétitions accueillent également les pratiquantes,,.

## Le twirling des patronages français dans le cadre de laFICEP
La notoriété des meilleures équipes de twirling  de la FSCF est telle qu'il leur revient d'accompagner les grands évènements de la Fédération internationale catholique d'éducation physique et sportive (FICEP) avec une sélection nationale regroupée périodiquement en stages nationaux.

## Les présidentes et présidents de la commission technique
- de 1972 à 1973, Andrée de Saint-Julien[N 1] (Fleurs de France de Vichy) ;
- de 1974 à 1980, Marie-Bernadette Block (Saint Louis de Poissy) ;
- de 1980 à 1989, Guy Ors (Saint Louis de Poissy) ;
- de 1989 à 1994, Amand Boulard (Abeille de Doix) ;
- de 1994 à 2005, Claudie Lourdais (Twirling Club de l'Even de Lesneven) ;
- de 2006 à 2008, Marie-Marthe Rigaudeau (Étoile d'or des Herbiers) ;
- de 2009 à 2010, Laurence Sauvez directrice technique nationale (DTN) ;
- depuis 2010, Yves Lambert (Twirling Sport de Letra).